# پوند (یکای پول)

کشورهایی که از یکای پول پوند استفاده می‌کنند

پوند (به انگلیسی: Pound) یکای پول برخی از کشورهای دنیا است. ریشه پوند از بریتانیای کبیر می‌آید که ارزش آن برابر با یک پوند (یکای جرم) نقره بوده‌است.

اصطلاح لاتین libra pondo به‌معنای «به‌وزن یک پوند» است که در آن libra بدل به پوند انگلیسی شده است. برای همین، علامت پوند '£' است که شکلی است از حرف L (حرف اول کلمه‌ی libra).

## فهرست کشورها و سرزمین‌هایی که هم‌اکنون از پوند استفاده می‌کنند
| کشور                                | یکای پول           | کد ایزو ۴۲۱۷ | آیا به پوند استرلینگ وابسته است؟ |
| ----------------------------------- | ------------------ | ------------ | -------------------------------- |
| مصر                                 | پوند مصر           | EGP          | نه                               |
| جزایر فالکلند                       | پوند جزایر فالکلند | FKP          | بله                              |
| جبل طارق                            | پوند جبل طارق      | GIP          | بله                              |
| گرنزی                               | پوند گرنزی         | GGP          | بله                              |
| جزیره من                            | پوند مانکس         | IMP          | بله                              |
| جرزی                                | پوند جرسی          | JEP          | بله                              |
| لبنان                               | پوند لبنان         | LBP          | نه                               |
| سنت هلنا، اسنشن و تریستان دا کونا   | پوند سنت هلن       | SHP          | بله                              |
| سودان جنوبی                         | پوند سودان جنوبی   | SSP          | نه                               |
| سودان                               | پوند سودان         | SDG          | نه                               |
| سوریه                               | پوند سوریه         | SYP          | نه                               |
| بریتانیا                            | پوند استرلینگ      | GBP          | —                                |
| قلمرو جنوبگان بریتانیا              | پوند استرلینگ      | GBP          | —                                |
| قلمرو اقیانوس هند بریتانیا          | پوند استرلینگ      | GBP          | —                                |
| جورجیای جنوبی و جزایر ساندویچ جنوبی | پوند استرلینگ      | GBP          | —                                |

## یادداشت
1. 1 2 3  کد غیررسمی